# Canton de Guilvinec
Le canton de Guilvinec est une ancienne division administrative française, située dans le département du Finistère et la région Bretagne.

## Composition
Le canton de Guilvinec regroupait les communes suivantes :
| Nom                   | Code Insee | Codepostal | Superficie (km2) | Population (dernière pop. légale) | Densité (hab./km2) |
| --------------------- | ---------- | ---------- | ---------------- | --------------------------------- | ------------------ |
| Guilvinec (chef-lieu) | 29072      | 29730      | 2,46             | 2 938 (2012)                      | 1 194              |
| Loctudy               | 29135      | 29750      | 12,73            | 4 001 (2012)                      | 314                |
| Penmarch              | 29158      | 29760      | 16,39            | 5 532 (2012)                      | 338                |
| Plobannalec-Lesconil  | 29165      | 29740      | 18,17            | 3 400 (2012)                      | 187                |
| Treffiagat            | 29284      | 29730      | 8,10             | 2 408 (2012)                      | 297                |

## Histoire
Le canton a été créé par le décret du 15 janvier 1982 en scindant en deux le canton de Pont-l'Abbé.
| Période | Période | Identité          | Étiquette | Qualité |
| ------- | ------- | ----------------- | --------- | --- |
| 1982    | 1985    | Jean Folgoas      | PS        | Marin-pêcheur Maire de Plobannalec (1977-1995) Suppléant du député Bernard Poignant (1981-1986) Élu précédemment dans l'ancien canton de Pont-l'Abbé |
| 1985    | 1998    | Pierre Draoulec   | UDF-CDS   | Lieutenant de gendarmerie Maire de Penmarc'h (1983-1995)                                                                                             |
| 1998    | 2004    | Yannick Le Moigne | DVD       | Directeur à la Chambre des métiers Maire de Plobannalec (1995-2008)                                                                                  |
| 2004    | 2015    | Raynald Tanter    | PS        | Employé Maire de Penmarc'h (2014-2020) |

## Démographie
| 1982   | 1990   | 1999   | 2006   | 2011   | 2012   |
| ------ | ------ | ------ | ------ | ------ | ------ |
| 19 318 | 18 614 | 17 765 | 18 250 | 18 454 | 18 279 |